# BYD F0
BYD F0 (ранее BYD F1) — городской автомобиль китайской компании BYD.

## Описание
BYD F0 дебютировал в 2007 году на автосалоне в Гуанчжоу. Серийно автомобиль выпускался с июля 2008 по 2015 год. В 2009 году цена автомобиля составляла 6700 долларов. Конструктивно автомобиль является нелицензионным клоном Toyota Aygo.

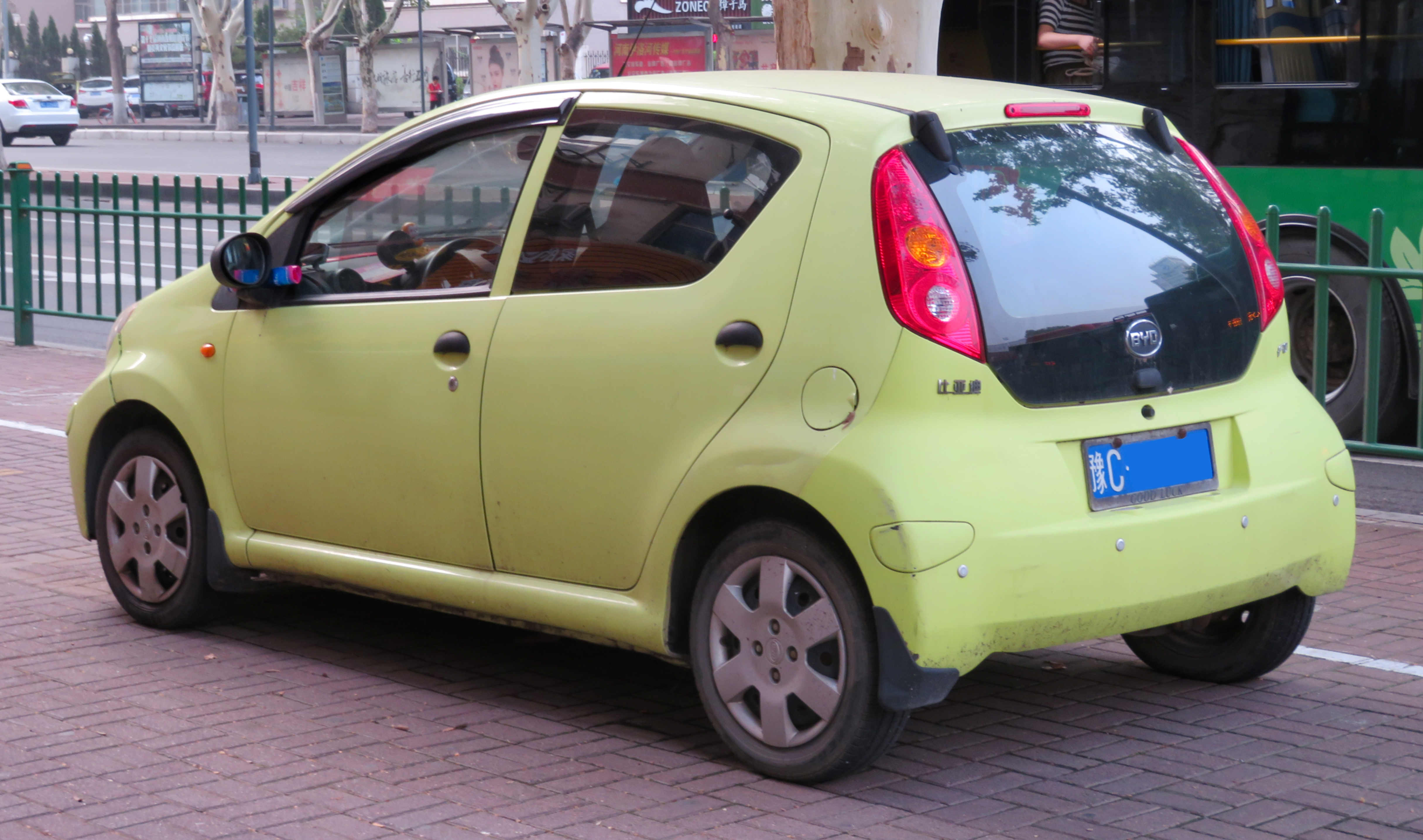
Вид сзади
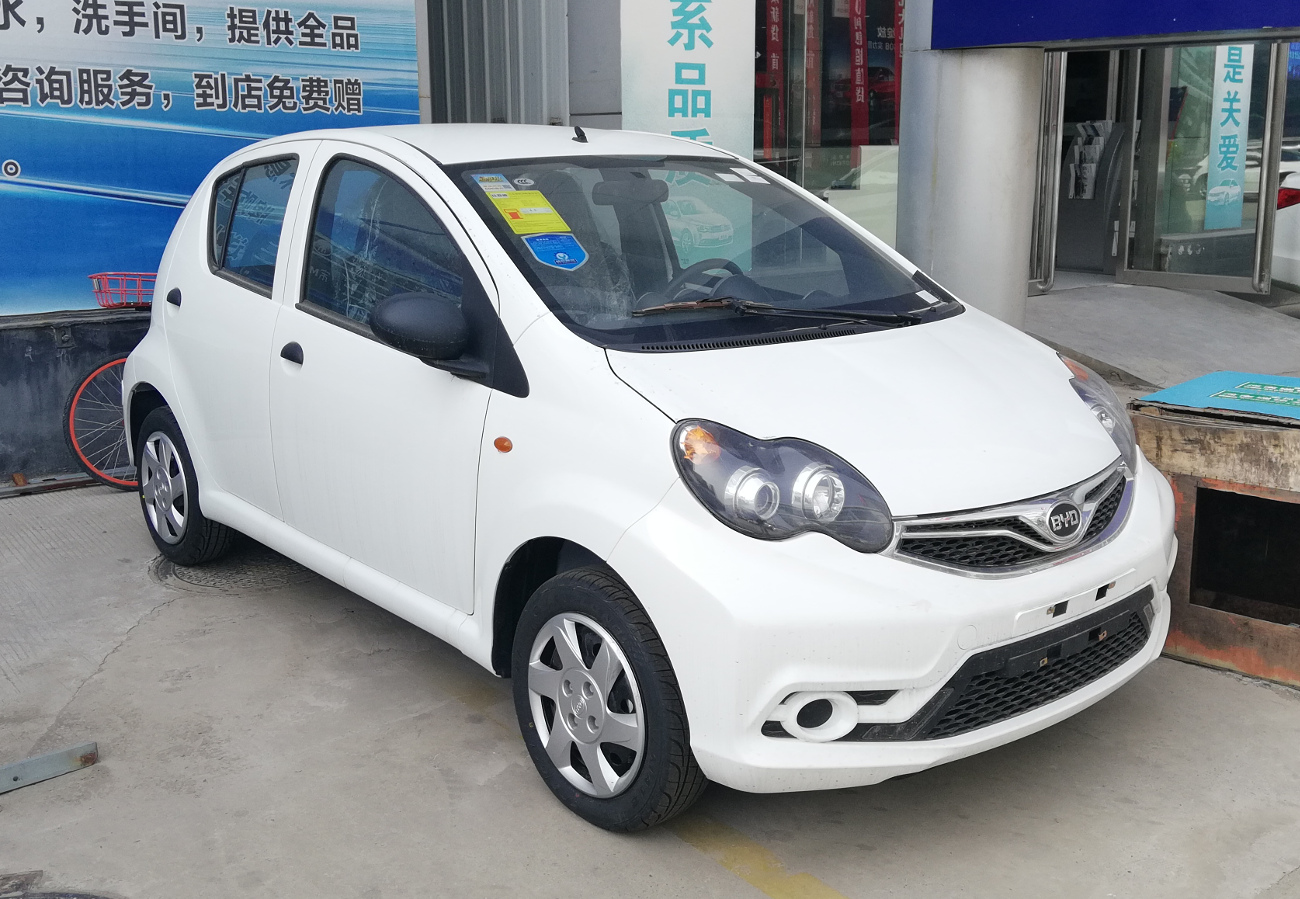
Фейслифтинг

## Технические характеристики
BYD F0 оснащался 1,0-литровым двигателем мощностью 50 кВт (68 л. с.) при 6000 об/мин, а крутящий момент составлял 90 Н⋅м при 4000—4500 об/мин. До 100 км/ч автомобиль разгонялся за 12,8 секунд.

## BYD e1
BYD e1 является электромобилем на базе BYD F0. Он оснащён электродвигателем мощностью 45 кВт и крутящим моментом 110 Н⋅м с приводом на передние колёса.

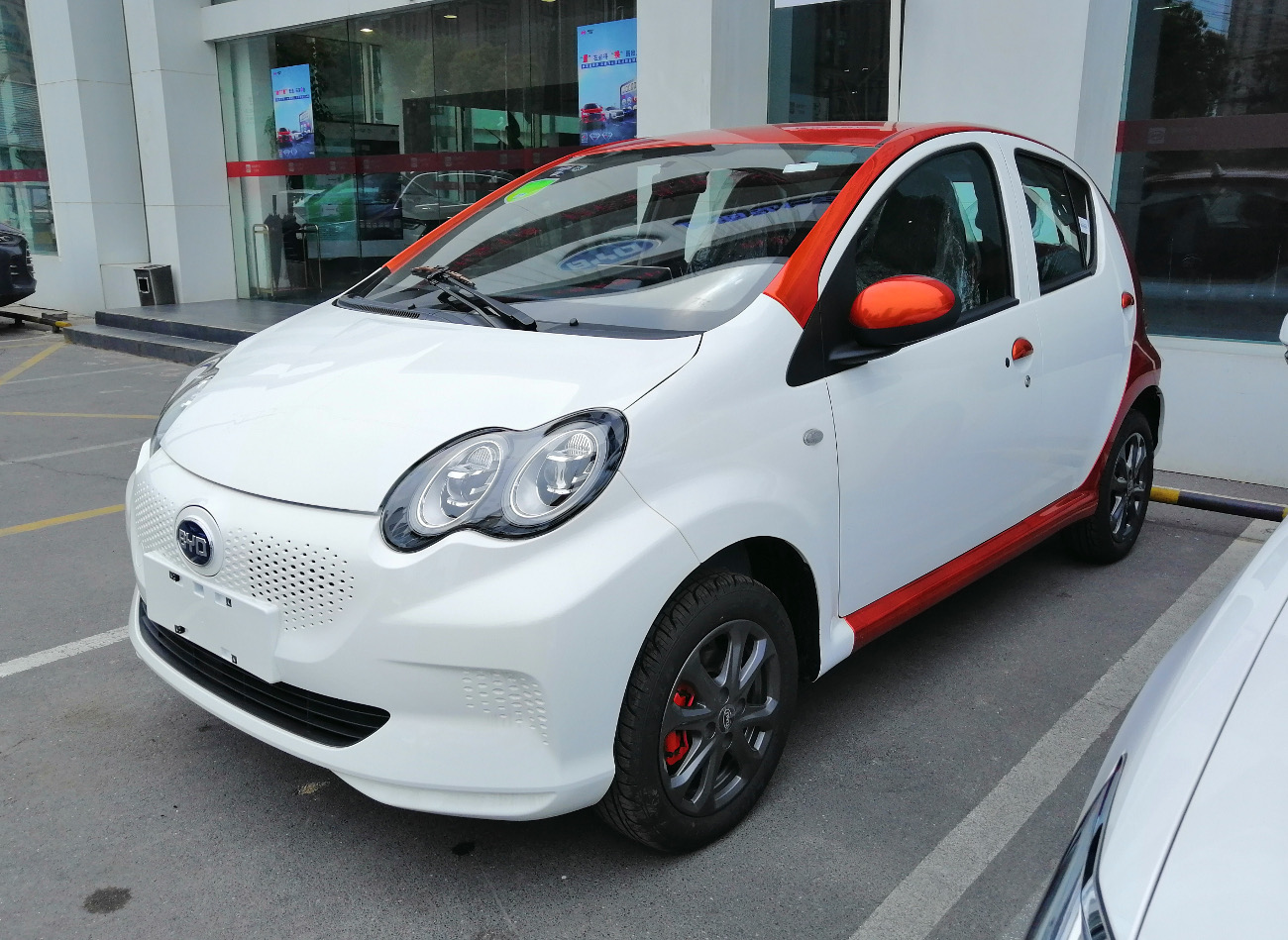
Вид спереди
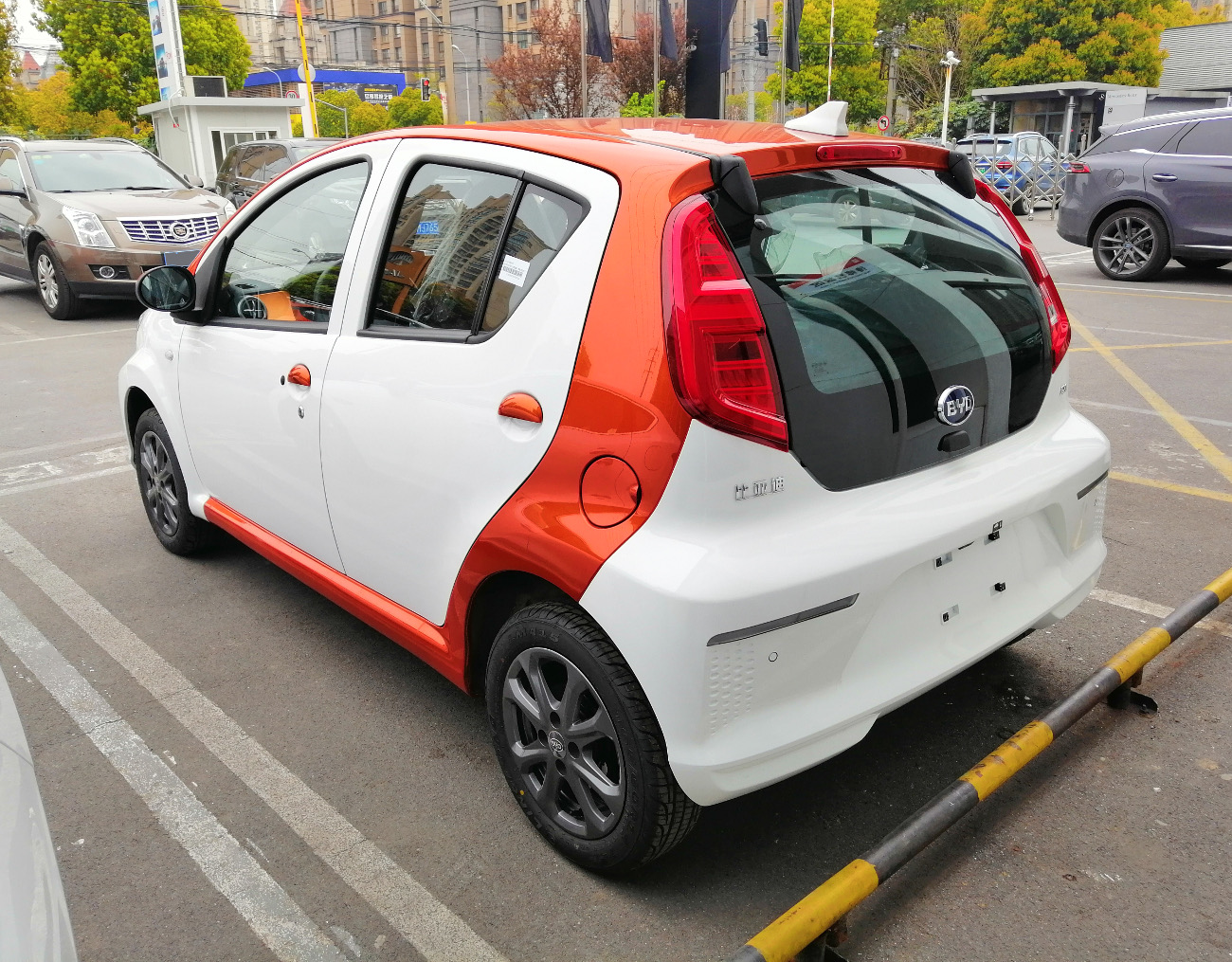
Вид сзади